# Clément Lefert
Clément Lefert (Niza, 26 de septiembre de 1987) es un ex nadador francés especialista en los 4 x 100 m metros estilo libre con relevo y 4 × 200 metros estilo libre con relevo.
Debutó internacionalmente en el Campeonato Europeo de Natación en Piscina Corta de 2007 en Debrecen, donde participó en todas las series, mientras que en la versión 2008 alcanzó el séptimo lugar en los 200 m estilo libre. Fue en el Campeonato Mundial de Natación en Piscina Corta de 2010 en Budapest donde recibió la medalla de bronce en los 4 × 200 m estilo libre relevo junto a Yannick Agnel, Antton Haramboure y Jeremy Stravius.
A nivel olímpico, participó en los 4 × 200 m estilo libre con relevo de los Juegos Olímpicos de Pekín 2008 junto a Sebastien Bodet, Mathieu Madelaine y Amaury Leveaux. Sería en los Juegos Olímpicos de Londres 2012 donde recibiría una medalla de oro en los 4 x 100 m metros estilo libre con relevo junto a Amaury Leveaux, Fabien Gilot y Yannick Agnel, superando al equipo de relevos estadounidense que incluyó a Michael Phelps. Además, recibió una medalla de plata en 4 × 200 metros estilo libre con relevo.
El 1 de enero de 2013, Lefert fue nombrado Caballero (Chevalier) de la Legión de Honor.